# Nikita Alekseyev
Pour les articles homonymes, voir Alekseyev.
Nikita Alekseïevitch Alekseïev (en russe : Никита Алексеевич Алексеев) est un joueur russe de volley-ball né le 15 juillet 1992 à Moscou. Il mesure 2,06 m et joue réceptionneur-attaquant. Il totalise 41 sélections en équipe de Russie.

## Clubs
| Club            | De        | À         |
| --------------- | --------- | --------- |
| Dinamo Moscou-2 | 2010-2011 | 2011-2012 |
| Oural Oufa      | 2012-2013 | ...       |

## Palmarès
- Championnat d'Europe des moins de 21 ans (1)
  - Vainqueur : 2010